# Liste der Monuments historiques in Houdelaincourt
Die Liste der Monuments historiques in Houdelaincourt führt die Monuments historiques in der französischen Gemeinde Houdelaincourt auf.

## Liste der Immobilien
| Bezeichnung | Beschreibung             | Standort             | Kennzeichnung | Schutzstatus | Datum | Bild |
| ----------- | ------------------------ | -------------------- | ------------- | ------------ | ----- | ---- |
| Waschhaus   | von 1848 bis 1851 erbaut | Rue du Lavoir (Lage) | PA00106544    | Classé       | 1988  |      |

## Liste der Objekte
| Bezeichnung                   | Beschreibung                                                                      | Standort                                | Kennzeichnung | Schutzstatus | Datum | Bild |
| ----------------------------- | --------------------------------------------------------------------------------- | --------------------------------------- | ------------- | ------------ | ----- | ---- |
| Skulptur Heilige Katharina    | Gips, bemalt, um 1865; Frühwerk von Martin Pierson                                | in der Kirche St-Pierre-ès-liens (Lage) | PM55001920    | Inscrit      | 1985  |      |
| Prozessionsstab Madonna       | Holz, farbig gefasst, versilbert und vergoldet, erste Hälfte des 19. Jahrhunderts | in der Kirche St-Pierre-ès-liens (Lage) | PM55001916    | Inscrit      | 2003  |      |
| Pietà                         | Kalkstein, farbig gefasst, um 1600                                                | in der Kirche St-Pierre-ès-liens (Lage) | PM55001918    | Inscrit      | 1999  |      |
| Skulptur Unterweisung Mariens | Gips, bemalt und vergoldet, bezeichnet 1863; Frühwerk von Martin Pierson          | in der Kirche St-Pierre-ès-liens (Lage) | PM55001919    | Inscrit      | 1985  |      |
| Skulptur Madonna mit Kind     | Kalkstein, farbig gefasst und vergoldet, 18. Jahrhundert                          | in der Kirche St-Pierre-ès-liens (Lage) | PM55001917    | Inscrit      | 2003  |      |